# سیارک ۱۱۲۳
سیارک ۱۱۲۳ (به انگلیسی: 1123 Shapleya، نامگذاری:1928ST) هزار و صد و بیست و سومین سیارک کشف شده‌است که در ۲۱ سپتامبر ۱۹۲۸ و در رصدخانه سایمیز کشف شد.
قدر مطلق سیارک برابر ۱۱٫۷۰ است.